# 里夫尼亞 (韋爾霍維納區)
48°8′14″N 24°57′19″E / 48.13722°N 24.95528°E
里夫尼亞（烏克蘭語：Рівня），是烏克蘭的村落，位於該國西部伊萬諾-弗蘭科夫斯克州，由韋爾霍維納區負責管轄，面積0.4平方公里，2001年該村落人口556。